# Boliche nos Jogos Pan-Americanos de 1999
As competições de Boliche nos Jogos Pan-Americanos de 1999 em Winnipeg, Canadá, foram realizadas de 23 de julho a 8 de agosto de 1999. Esta foi a quarta edição em que o esporte esteve presente nos jogos.
O esporte estreou como exibição nos Jogos Pan-Americanos de 1983, recebendo o status completo pela ODEPA em 1986.

## Masculino

### Individual
| CLASSIFICAÇÃO | FINAL                    | PONTUAÇÃO |
| ------------- | ------------------------ | --------- |
|               | Jorge David Romero (COL) | 3.544     |
|               | Michael Mullin (USA)     | 3.529     |
|               | Marc Doi (CAN)           | 3.518     |

### Duplas
| CLASSIFICAÇÃO | FINAL                                                                             | PONTUAÇÃO |
| ------------- | --------------------------------------------------------------------------------- | --------- |
|               | USA Estados Unidos • John Gaines • John Eiss • Tony Manna Jr. • Michael Mullin    | 14.798    |
|               | CAN Canadá • Mathieu Chouinard • Marc Doi • Jean Sébastian Lessard • Alan Tone    | 14.354    |
|               | MEX México • Daniel Falconi • Roberto Silva • Victor de la Fuente • Ernesto Avila | 14.157    |

## Feminino

### Individual
| CLASSIFICAÇÃO | FINAL                     | PONTUAÇÃO |
| ------------- | ------------------------- | --------- |
|               | Janette Piesczynski (USA) | 3.328     |
|               | Alicia Marcano (VEN)      | 3.327     |
|               | Jennifer Willis (CAN)     | 3.282     |

### Duplas
| CLASSIFICAÇÃO | FINAL                                                                                     | PONTUAÇÃO |
| ------------- | ----------------------------------------------------------------------------------------- | --------- |
|               | USA Estados Unidos • Tennelle Grijalva • Debbie Kuhn • Kelly Kulick • Janette Piesczynski | 13.816    |
|               | COL Colômbia • Paola Gómez • Maria Salazar • Clara Guerrero • Sara Vargas                 | 13.516    |
|               | MEX México • Leticia Ituarte • María Martínez • Gloria Ortega • Veronica Hernández        | 13.514    |

## Quadro de medalhas
| Place | Nation             |   |   |   | Total |
| ----- | ------------------ | - | - | - | ----- |
| 1     | USA Estados Unidos | 3 | 1 | 0 | 4     |
| 2     | COL Colômbia       | 1 | 1 | 0 | 2     |
| 3     | CAN Canadá         | 0 | 1 | 2 | 3     |
| 4     | VEN Venezuela      | 0 | 1 | 0 | 1     |
| 5     | MEX México         | 0 | 0 | 2 | 2     |
| Total | Total              | 4 | 4 | 4 | 12    |